# Mallinella vittiventris
Mallinella vittiventris là một loài nhện trong họ Zodariidae.
Loài này thuộc chi Mallinella. Mallinella vittiventris được Embrik Strand miêu tả năm 1913.